# Unconscious Power (Box Set Iron Butterfly)
Unconscious Power è il quinto box-set del gruppo musicale Iron Butterfly pubblicato nel 2020 dalle etichette Cherry Red/Esoteric.

## Dischi
- 1968 - Heavy - Stereo e Mono - 20 tracce
- 1968 - In-A-Gadda-Da-Vida - 8 tracce
- 1969 - Ball - 13 tracce
- 1970 - Live - Stereo e Mono - 12 tracce
- 1970 - Metamorphosis - 10 tracce
- 2011 - Fillmore East 1968 (vol. 1) - 10 tracce
- 2011 - Fillmore East 1968 (vol. 2) - 12 tracce